# 過海隧道巴士969C線
過海隧道巴士969C線是香港城巴經營的一條繁忙時間巴士路線，上午由美湖居和天水圍市中心單向前往太古（康怡廣場）；下午由鰂魚涌（新威園）單向前往天水圍（天瑞邨），為969線的輔助線。
本線與同日開辦的960B線及962C線成為港島東區天后以東地方首三條前往新界西北的專利過海巴士路線，及唯一往返天水圍及東區的專利過海巴士路線

## 歷史
鰂魚涌與太古坊於千禧年代逐漸成為新興商業區，新界各新市鎮往返該區的交通需求由此而生。然兩者間缺乏一程直達的巴士路線，令非法邨巴乘虛而入。運輸署於2008年提出開辦四條連貫鰂魚涌與新界區的繁忙時間特別路線，分別為307P、960B、962C及969C，試圖取締日益猖獗的非法邨巴問題，服務對象為大埔、屯門、天水圍前往鰂魚涌與太古坊之上班一族。
- 2008年5月13日：969C線投入服務，由鰂魚涌前往天水圍（天頌苑），於到達北角後經糖水道直入四號幹線及西區海底隧道，不停銅鑼灣及灣仔，只開18:25一班。[1][2]
- 2008年8月18日：加開18:55班次，原有班次亦延遲五分鐘於18:30開出。
- 2017年7月31日：增設早上往港島東的服務，於星期一至五07:20由美湖居開往康怡廣場，由元朗公路至東區走廊之間不設中途站；同時下午繁忙時段班次延長至天瑞邨。[3][4]
- 2018年1月15日：增設實時抵站時間查詢服務。[5]
- 2019年1月21日：配合中環灣仔繞道於前一天通車，往太古方向駛至林士街天橋後改經中環灣仔繞道直達東區走廊，不經干諾道中、畢打街隧道、夏慤道、告士打道及維園道。
- 2019年12月30日：早上班次延長至天華路美湖居開出，並改經屏廈路及洪天路往元朗公路，不再途經天福路及朗天路；取消天福路「天祐苑」站，改停屏廈路「天盛苑」站；以及提早開車時間至07:15開出；另外增設由天水圍市中心開出的特別班次，經天水圍北及天慈邨往港島。[6]
- 2021年7月12日：
  - 由天水圍市中心開出、繞經天水圍北的班次，加停濕地公園路「香港濕地公園」巴士站。[7]
  - 增設由天水圍市中心開出的特別班次，經天水圍南往港島。
  - 下午繁忙時段加開18:05班次，原有18:30班次亦提早五分鐘於18:25開出。[8]
- 2022年6月13日：[9]
  - 上午由天水圍市中心開出經天水圍北班次增至兩班，開車時間為07:05及07:17；
  - 下午由鰂魚涌開出增設17:50班次。
- 2022年8月1日：由天水圍市中心開出經天水圍北班次增設天葵路「慧景軒」站[10]。

- 2023年11月6日[11]：
  - 上午由天水圍（美湖居）開出班次調整開出時間至07:18；由天水圍市中心開出經天水圍南班次增至兩班，開出時間為07:08及07:35；
  - 下午由鰂魚涌開出增至五班，開出時間為17:42、17:57、18:10、18:25及18:55

## 服務時間及班次
星期一至五：
- 美湖居開：07:18
- 天水圍市中心開：07:05、07:08、07:17、07:35
- 鰂魚涌（新威園）開：17:42、17:57、18:10、18:25、18:55

紅字班次經天水圍南，藍字班次經天水圍北
星期六、日及公眾假期不設服務

## 收費
全程：$28.5
- 過東區走廊後往太古（康怡廣場）：$8.5
- 砵典乍街往天瑞：$27.3
- 過西區海底隧道後往天瑞：$19.5
- 過唐人新村交匯處後往天瑞：$4.9

| - 本線設有12歲以下小童及65歲或以上長者半價優惠。 - 65歲或以上香港居民使用「樂悠咭」，以及12歲以下合資格殘疾兒童使用「殘疾人士身份」個人八達通繳付車資，均可享有每程$2.0或半價（以較低者為準）的票價優惠；12至64歲合資格殘疾人士使用「殘疾人士身份」個人八達通（包括「樂悠咭」），以及60至64歲香港居民使用「樂悠咭」繳付車資，均可享有每程$2.0或全費（以較低者為準）的票價優惠。 - 65歲或以上長者如使用長者或一般個人八達通繳付車資，則只可享有半價優惠；12至64歲合資格殘疾人士如不使用「殘疾人士身份」個人八達通，以及60至64歲人士如不使用「樂悠咭」繳付車資，必須繳付全費。 - 乘客可以現金或八達通於上車時付款，不設找續。 - 每位成人乘客可免費攜帶最多兩名4歲以下而不佔座位的兒童乘客乘車，超額之4歲以下小童必須繳付小童車費乘車。 - 九龍巴士、城巴及龍運巴士全職員工及家屬（不包括外判職員）可免費乘搭本路線，惟必須拍職員或職員家屬八達通。 - 乘客亦可使用AlipayHK「易乘碼」、支付寶、 WeChatHK／微信支付「搭車碼」、銀聯雲閃付「乘車碼」及BOC Pay「乘車碼」、具有感應式支付功能的VISA、Mastercard及銀聯卡，以及Apple Pay、Google Pay及Samsung Pay流動支付平台繳付車資。使用此支付方式的乘客可享有中途下車之分段收費，以及與其他城巴獨營路線或聯營線城巴班次之轉乘優惠，惟不適用於與非城巴路線之轉乘優惠。使用此支付方式的乘客亦不能享有「公共交通費用補貼計劃」及「長者及合資格殘疾人士公共交通票價優惠計劃」。 |

## 使用車輛
本線主要使用亞歷山大丹尼士Enviro 500 12米（81XX-84XX）及城巴唯一的富豪B9TL 12.8米（6500）行走。

## 行車路線
美湖居開經：天華路、天葵路、天龍路、天城路、嘉恩街、天水圍市中心公共運輸交匯處、天恩路、天榮路、天華路、天瑞路、天湖路、天耀路、屏夏路、洪天路、天水圍西交匯處、元朗公路、青朗公路（大欖隧道、汀九橋）、青衣西北交匯處、長青公路、長青隧道、青葵公路、西九龍公路、西區海底隧道、干諾道西天橋、林士街天橋、中環灣仔繞道、東區走廊、渣華道、英皇道及康山道。
由天水圍市中心開出經天水圍南的班次，將不經斜體字之路段。
由天水圍市中心開出經天水圍北的班次，經：天恩路、天榮路、天瑞路、天華路、天葵路、天秀路、天瑞路、濕地公園路、天葵路、天龍路、天城路、天城路、天福路、朗天路、唐人新村交匯處，然後返回元朗公路969C常規班次原線。
鰂魚涌開經：英皇道、糖水道、東區走廊、維園道、告士打道、夏愨道、干諾道中、林士街天橋、干諾道西天橋、西區海底隧道、西九龍公路、青葵公路、長青隧道、長青公路、青衣西北交匯處、青朗公路（汀九橋、大欖隧道）、元朗公路、唐人新村交匯處、朗天路、天福路、天城路、天恩路、嘉恩街、天水圍市中心公共運輸交匯處、天恩路、天榮路、天城路、天龍路、天葵路、濕地公園路及天瑞路。

### 沿線車站
| 嘉湖山莊美湖居（常規班次）／天水圍市中心（特別班次,經天水圍南）開 | 嘉湖山莊美湖居（常規班次）／天水圍市中心（特別班次,經天水圍南）開 | 嘉湖山莊美湖居（常規班次）／天水圍市中心（特別班次,經天水圍南）開 | 天水圍市中心（特別班次,經天水圍北）開    | 天水圍市中心（特別班次,經天水圍北）開    | 天水圍市中心（特別班次,經天水圍北）開    | 鰂魚涌（新威園）開 | 鰂魚涌（新威園）開     | 鰂魚涌（新威園）開         |
| 序號                                                              | 車站名稱                                                          | 位置                                                              | 序號                                     | 車站名稱                                 | 位置                                     | 序號               | 車站名稱               | 位置                       |
| ----------------------------------------------------------------- | ----------------------------------------------------------------- | ----------------------------------------------------------------- | ---------------------------------------- | ---------------------------------------- | ---------------------------------------- | ------------------ | ---------------------- | -------------------------- |
| 1*                                                                | 嘉湖山莊美湖居                                                    | 天華路                                                            | 1                                        | 天水圍市中心                             | 天水圍市中心公共運輸交匯處               | 1                  | 新威園                 | 英皇道                     |
| 2*                                                                | 嘉湖山莊美湖居                                                    | 天葵路                                                            | 2                                        | 嘉湖山莊翠湖居                           | 天榮路                                   | 2                  | 北角官立小學           | 英皇道                     |
| 3                                                                 | 天水圍市中心                                                      | 天水圍市中心公共運輸交匯處                                        | 3                                        | 天悅邨                                   | 天華路                                   | 3                  | 模範邨                 | 英皇道                     |
| 4                                                                 | 天頌苑                                                            | 天華路                                                            | 4                                        | 天晴邨晴雲樓                             | 天葵路                                   | 4                  | 健康村                 | 英皇道                     |
| 5                                                                 | 天頌苑                                                            | 天瑞路                                                            | 5                                        | 天富苑能富閣                             | 天秀路                                   | 5                  | 健威花園               | 英皇道                     |
| 6                                                                 | 天瑞邨                                                            | 天瑞路                                                            | 6                                        | 天澤邨                                   | 天瑞路                                   | 6                  | 琴行街                 | 英皇道                     |
| 7                                                                 | 天水圍公園                                                        | 天瑞路                                                            | 7                                        | 香港濕地公園                             | 濕地公園路                               | 7                  | 砵典乍街               | 干諾道中                   |
| 8                                                                 | 天耀邨耀盛樓                                                      | 天湖路                                                            | 8                                        | 慧景軒                                   | 天葵路                                   | 8                  | 西區海底隧道巴士轉乘站 | 西區海底隧道               |
| 9                                                                 | 天耀邨耀民樓                                                      | 天耀路                                                            | 9                                        | 嘉湖山莊美湖居                           | 天葵路                                   | 9                  | 大欖隧道巴士轉乘站     | 大欖隧道                   |
| 10                                                                | 天盛苑                                                            | 屏廈路                                                            | 10                                       | 天慈邨                                   | 天城路                                   | 10                 | 天耀邨耀豐樓           | 天城路                     |
| （兩個方向在此交匯，其後路線及車站相同）                          | （兩個方向在此交匯，其後路線及車站相同）                          | （兩個方向在此交匯，其後路線及車站相同）                          | （兩個方向在此交匯，其後路線及車站相同） | （兩個方向在此交匯，其後路線及車站相同） | （兩個方向在此交匯，其後路線及車站相同） | 11                 | 輕鐵銀座站             | 天恩路                     |
| 序號                                                              | 序號                                                              | 車站名稱                                                          | 車站名稱                                 | 位置                                     | 位置                                     | 12                 | 天水圍市中心           | 天水圍市中心公共運輸交匯處 |
| 11                                                                | 11                                                                | 北角消防局                                                        | 北角消防局                               | 渣華道                                   | 渣華道                                   | 13                 | 嘉湖山莊景湖居         | 天龍路                     |
| 12                                                                | 12                                                                | 北角官立小學                                                      | 北角官立小學                             | 英皇道                                   | 英皇道                                   | 14                 | 嘉湖山莊麗湖居         | 天葵路                     |
| 13                                                                | 13                                                                | 新威園                                                            | 新威園                                   | 英皇道                                   | 英皇道                                   | 15                 | 天晴邨晴雲樓           | 天葵路                     |
| 14                                                                | 14                                                                | 船塢里                                                            | 船塢里                                   | 英皇道                                   | 英皇道                                   | 16                 | 慧景軒                 | 天葵路                     |
| 15                                                                | 15                                                                | 康怡廣場                                                          | 康怡廣場                                 | 康山道                                   | 康山道                                   | 17                 | 香港濕地公園           | 濕地公園路                 |
|                                                                   |                                                                   |                                                                   |                                          |                                          |                                          | 18                 | 天逸邨逸潭樓           | 天瑞路                     |
| 19                                                                | 天富苑欣富閣                                                      |                                                                   |                                          |                                          |                                          |                    |                        | 天瑞路                     |
| 20                                                                | 天頌苑                                                            |                                                                   |                                          |                                          |                                          |                    |                        | 天瑞路                     |
| 21                                                                | 天瑞邨                                                            | 天瑞巴士總站                                                      |                                          |                                          |                                          |                    |                        |                            |

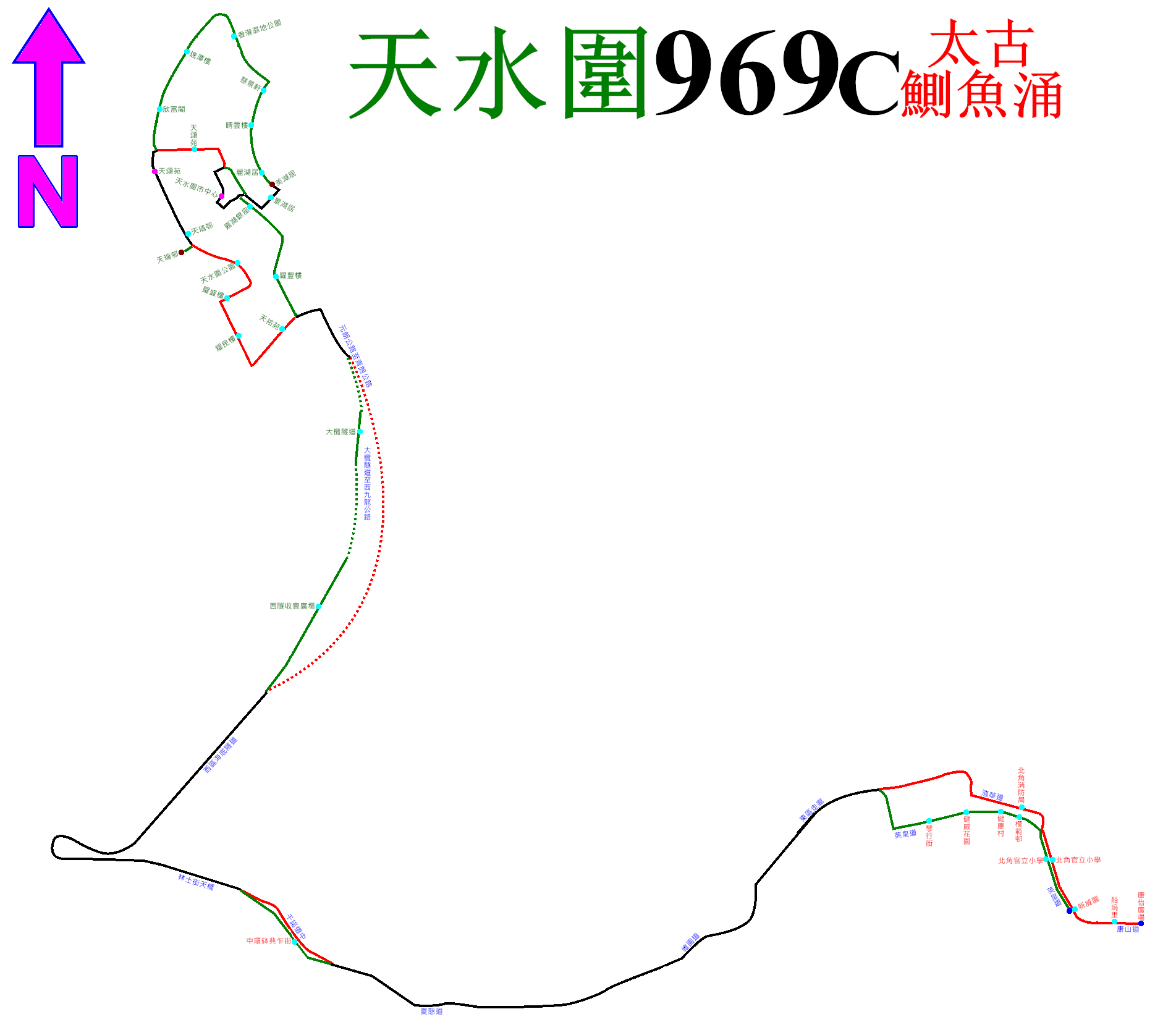
969C線回程的走線圖

- 註：由天水圍市中心開出經天水圍南特別班次不停靠有*之車站。

## 使用狀況
- 2016年：（增設早繁服務前）本線的載客率約為五至六成[12]。
- 2017年：本線上午的載客率平均約為75%[13]。

## 外部連結
- 過海隧道巴士969C線官方網站路線資料
- 香港巴士大典上的相关条目：過海隧巴969C線